# 罗兰·亨尼希
罗兰·亨尼希（德語：Roland Hennig，1967年12月19日—），德国前男子自行车运动员。他曾代表东德参加1988年夏季奥林匹克运动会自行车比赛，获得男子团体追逐赛银牌。